# Nisís Petrokáravo (ö i Grekland)
Nisís Petrokáravo är en ö i Grekland.   Den ligger i prefekturen Nomós Attikís och regionen Attika, i den södra delen av landet, 100 km sydväst om huvudstaden Aten.